# Paredes de Viadores e Manhuncelos
Paredes de Viadores e Manhuncelos é uma freguesia portuguesa do município de Marco de Canaveses, com 13,12 km² de área e 1534 habitantes (censo de 2021). A sua densidade populacional é 116,9 hab./km².

## História
Foi criada aquando da reorganização administrativa de 2013, resultando da agregação das antigas freguesias de Paredes de Viadores e Manhuncelos.

## Demografia
A população registada nos censos foi:
| Distribuição da População por Grupos Etários | Distribuição da População por Grupos Etários | Distribuição da População por Grupos Etários | Distribuição da População por Grupos Etários | Distribuição da População por Grupos Etários | Distribuição da População por Grupos Etários |
| -------------------------------------------- | -------------------------------------------- | -------------------------------------------- | -------------------------------------------- | -------------------------------------------- | -------------------------------------------- |
| Antes da agregação                           |                                              |                                              |                                              |                                              |                                              |
| Ano                                          | 0-14 anos                                    | 15-24 anos                                   | 25-64 anos                                   | >= 65 anos                                   | Total                                        |
| 2001                                         | 381                                          | 287                                          | 800                                          | 221                                          | 1689                                         |
| 2011                                         | 330                                          | 266                                          | 937                                          | 242                                          | 1775                                         |
| Após a agregação                             |                                              |                                              |                                              |                                              |                                              |
| Ano                                          | 0-14 anos                                    | 15-24 anos                                   | 25-64 anos                                   | >= 65 anos                                   | Total                                        |
| 2021                                         | 207                                          | 198                                          | 859                                          | 270                                          | 1534                                         |